# ゼブルン
ゼブルン（ラテン文字表記：Zebulun）は、旧約聖書に登場するヤコブの第10子で、レアの六男(シメオンとユダの妹、ディナはゼブルンの姉か妹かは聖書に記述がない)。ゼブルン族の祖になった。名前はイズベレーニー（私を尊ぶだろう）とゼーベドゥ（賜物）の2つのヘブライ語に関係がある。
エジプトの宰相になっていたヨセフの下へ、エジプトへ移住する歳には、セレデ、エロン、ヤフレエルという3人の子供がいた。この3人の子供もゼブルン族の氏族の開祖になった。

## ゼブルン族
出エジプトのカナン定住の際には、ガリラヤ地方の南部に相続地を割り当てられたが、割り当てられた相続地のほとんどが、未開墾地で大きな町はなかった。また、キテロンとナハラルのカナン人を追い払うことができなかった。